# Nouvelle église de Keminmaa
Pour les articles homonymes, voir Nouvelle église.
L’église de  Keminmaa (en finnois : Keminmaan kirkko) est une église située à Keminmaa dans la région de Laponie en Finlande. L'église appartient au diocèse d'Oulu.

## Histoire
Les fondations de l'église précédente conçue par Jacob Rijf et construite en 1797 n'ayant pas résisté, de grandes failles sont apparues dans les murs en pierre. 
Le pasteur Matias Castrén présente le mauvais état de l'église à Alexandre Ier lors de sa visite au presbytère de Kemi après la guerre de Finlande.
Le Tsar ordonne qu'un nouvel édifice soit bâti aux frais de l'État.
Le bâtiment de style Empire  est conçu en 1823 par Carl Ludvig Engel.
La construction sous la direction de Erik Korppi se termine en 1827.
Le retable Jésus sur la croix est peint en 1827 par Johan Gustav Hedman.